# Liste der Monuments historiques in Lewarde
Die Liste der Monuments historiques in Lewarde führt die Monuments historiques in der französischen Gemeinde Lewarde auf.

## Liste der Bauwerke
| Bezeichnung                                            | Beschreibung                  | Standort                                      | Kennzeichnung | Schutzstatus | Datum | Bild           |
| ------------------------------------------------------ | ----------------------------- | --------------------------------------------- | ------------- | ------------ | ----- | -------------- |
| Centre historique minier (Historisches Bergbauzentrum) | Erbaut 1926                   | Route départementale 132, rue d’Erchin (Lage) | PA59000171    | Classé       | 2010  | weitere Bilder |
| Schloss                                                | Erbaut im 18. Jahrhundert     | Avenue du Bois (Lage)                         | PA00107564    | Inscrit      | 1983  |                |
| Kirche St-Rémi                                         | Erbaut im 15./16. Jahrhundert | (Lage)                                        | PA00135485    | Inscrit      | 1995  | weitere Bilder |